# Падовец, Иван
Иван Падовец (хорв. Ivan Padovec, нем. Johann Padowetz; 17 июля 1800, Вараждин — 4 ноября 1873, там же) — хорватский гитарист и композитор.
Учился у Виснера-Моргенштерна, однако как гитарист остался самоучкой. Начал концертировать в 1827 году, гастролировал в Вене, Праге, Лондоне и т. д., в том числе с собственными сочинениями для гитары соло. В 1837 году прогрессирующая слепота вынудили Падовеца отказаться от активной гастрольной деятельности, и он вернулся в Вараждин, где изредка выступал и занимался педагогической работой. В 1842 году опубликовал в Вене «Теоретическую и практическую гитарную школу» (нем. Teoretische-practische Guitar-Schule), часть которой посвящена инструменту, сконструированному по собственному заказу Падовеца, десятиструнной гитаре.